# Saison 2021-2022 de l'Olympique lyonnais
Maillots
Dernière mise à jour : 4 octobre 2021.
Chronologie
Saison précédente Saison suivante
La saison 2021-2022 de l'Olympique lyonnais est la 72e saison de l'histoire du club, et la 33e consécutive en Ligue 1.
À la suite de sa défaite à domicile lors de l'ultime journée de Ligue 1 face à l'OGC Nice lors de l'exercice précédent, le club finit à la quatrième place, synonyme de qualification pour la phase de groupe de Ligue Europa.
La fin de la saison 2020-2021 est marquée par le départ du capitaine Memphis Depay, qui est en fin de contrat, de Rudi Garcia, entraîneur du club depuis deux saisons mais aussi de la quasi-totalité du staff technique, en fin de contrat.
Peter Bosz devient entraîneur de l'Olympique lyonnais le 29 mai 2021.

## Préparation d'avant-saison

### Reprise
Le 1er juillet 2021 est le jour de reprise pour l'Olympique lyonnais. Le nouvel entraîneur Peter Bosz a fait appel à 9 jeunes joueurs de l'équipe réserve, et doit se passer des internationaux ayant participé à l'Euro (Joachim Andersen, Jason Denayer, Léo Dubois et Anthony Lopes) et à la Copa América (Lucas Paquetá), qui sont en vacances. Les internationaux africains (Malcolm Barcola, Maxwel Cornet, Islam Slimani et Karl Toko-Ekambi) ainsi qu'Houssem Aouar reprennent l'entraînement une semaine plus tard. Après trois matchs amicaux face à Bourg-en-Bresse Péronnas, au FC Villefranche Beaujolais puis contre le VfL Wolfsburg, marqués par trois victoires, les Lyonnais sont partis du 19 au 25 juillet pour un stage à Murcie, dans le sud de l'Espagne. Durant le stage, l'OL a disputé un amical face au Villarreal CF, vainqueur de la dernière Ligue Europa, puis face au Sporting Portugal et au FC Porto.

### Matchs amicaux
Pour son premier match amical de la saison disputé à Bourgoin-Jallieu, l'Olympique lyonnais s'impose largement, 5 buts à 1, face à son voisin de Bourg-en-Bresse Péronnas. Moussa Dembélé inscrit un doublé en première période, tandis que Mathieu Ezikian réduit la marque pour le FBBP à la suite d'une erreur de relance de Julian Pollersbeck en début de seconde période. Les jeunes Bradley Barcola et Castello Lukeba, imités par Islam Slimani, alourdissent la marque en fin de match.

## Transferts

### Mercato d'été
Lors du mercato d'été, l'OL a perdu son leader d'attaque et capitaine néerlandais Memphis Depay (par ailleurs quatorzième meilleur buteur de l'histoire du club rhodanien toutes compétitions confondues et onzième sur la scène européenne), parti libre au FC Barcelone. Il a aussi vendu son défenseur central international danois Joachim Andersen (pour 17,5 millions d'euros à Crystal Palace, à la suite de son retour de prêt du Fulham FC), son attaquant et latéral gauche (reconverti) international ivoirien Maxwel Cornet, vingtième meilleur buteur de l'OL toutes compétitions confondues et quatorzième meilleur scoreur à l'échelle européenne (15 millions d'€ au Burnley FC), son milieu brésilien Jean Lucas (11 millions d'€ à l'AS Monaco, alors qu'il venait d'être prêté au Stade brestois 29) et son latéral gauche formé au club Melvin Bard (3 millions d'€ à l'OGC Nice) : c'est donc un total de 46.5 millions d'€ de ventes qu'a réalisé l'Olympique Lyonnais. Dans l'autre sens, l'OL a acheté l'ailier international suisse de Liverpool Xherdan Shaqiri (pour 6 millions d'€) et s'est fait prêter, en provenance de Chelsea (prêt payant d'un demi million d'€), le latéral gauche international italien Emerson Palmieri, tout juste vainqueur de la Ligue des champions et de l'Euro. Ces achats font suite aux venues gratuites, en début de mercato, du latéral gauche brésilien Henrique (du club brésilien de Vasco de Gama) et du défenseur central français Damien Da Silva (du Stade rennais). Surtout, le joueur le plus notable ayant débarqué entre Rhône et Saône est le défenseur central Jérôme Boateng : l'Allemand, vainqueur de la Coupe du monde 2014 ainsi que de deux triplés Ligue des champions/Supercoupe de l'UEFA/Coupe du monde des clubs et neuf Bundesliga, est engagé en toute fin de mercato alors qu'il était en fin de contrat au Bayern Munich. Convaincu par le discours de Peter Bosz, il vient compenser la mise à l'écart de Marcelo (pour raisons de comportement).

### Mercato d'hiver
Le 30 janvier 2022, Bruno Guimarães s'engage avec Newcastle pour quatre ans et demie. Le montant du transfert avec l'Olympique lyonnais est estimé à 50,1 millions d'euros dont 8 de bonus assorti de 20% de la plus value sur un potentiel transfert ultérieur du joueur. 20% du montant du transfert est destiné à l'Athletico Paranaense.

## Effectif

### Groupe professionnel
1. ↑  Seule la nationalité sportive est indiquée. Un joueur peut avoir plusieurs nationalités mais n'a le droit de jouer que pour une seule sélection nationale.
2. ↑  Seule la sélection la plus importante est indiquée.

### Joueurs prêtés
Le tableau suivant liste les joueurs en prêts pour la saison 2021-2022.

### Joueurs réservistes
Le tableau suivant liste les joueurs de l'équipe réserve évoluant au sein du club pour la saison 2021-2022. Les noms en gras indiquent les joueurs ayant déjà été convoqués en équipe première.

## Compétitions
| Championnat de France | Ligue Europa  | Coupe de France |
| --------------------- | ------------- | --------------- |
| 8ème                  | 1/4 de finale | 32e de finale   |
| 17V 11N 10D           | 6V 3N 1D      | 0V 0N 0D        |
| TOTAL : 23V 14N 11D   |               |                 |

### Championnat de France

#### Classement
| Rang | Équipe               | Pts | J  | G  | N  | P  | Bp | Bc | Diff | Qualification ou relégation                               |
| ---- | -------------------- | --- | -- | -- | -- | -- | -- | -- | ---- | --------------------------------------------------------- |
| 6    | RC Strasbourg Alsace | 63  | 38 | 17 | 12 | 9  | 60 | 43 | +17  |                                                           |
| 7    | RC Lens              | 62  | 38 | 17 | 11 | 10 | 62 | 48 | +14  |                                                           |
| 8    | Olympique lyonnais   | 61  | 38 | 17 | 11 | 10 | 66 | 51 | +15  |                                                           |
| 9    | FC Nantes C          | 52  | 38 | 14 | 10 | 14 | 55 | 48 | +7   | Qualification pour la phase de groupes de la Ligue Europa |
| 10   | LOSC Lille T S       | 55  | 38 | 14 | 13 | 11 | 47 | 48 | −1   |                                                           |

1. ↑  Retrait de 1 point.

#### Évolution du classement et des résultats
Phase aller
| Journée           | 1  | 2   | 3    | 4    | 5   | 6    | 7    | 8   | 9    | 10  | 11   | 12   | 13   | 14 | 15   | 16   | 17   | 18   | 19   |
| ----------------- | -- | --- | ---- | ---- | --- | ---- | ---- | --- | ---- | --- | ---- | ---- | ---- | -- | ---- | ---- | ---- | ---- | ---- |
| Rang              | 13 | 17  | 16   | 9    | 7   | 9    | 6    | 7   | 10   | 6   | 9    | 6    | 7    | 10 | 7    | 10   | 10   | 13   | 13   |
| Résultat          | N  | D   | N    | V    | V   | D    | V    | N   | N    | V   | D    | V    | D    | R  | V    | D    | N    | N    | N    |
| Terrain           | D  | E   | D    | E    | D   | E    | D    | D   | E    | D   | E    | D    | E    | D  | E    | D    | E    | E    | D    |
| Points            | 1  | 1   | 2    | 5    | 8   | 8    | 11   | 12  | 13   | 16  | 16   | 19   | 19   | 19 | 22   | 22   | 22   | 23   | 24   |
| Moy. points/match | 1  | 0.5 | 0.67 | 1.25 | 1.6 | 1.33 | 1.57 | 1.5 | 1.44 | 1.6 | 1.45 | 1.58 | 1.46 |    | 1.57 | 1.47 | 1.38 | 1.35 | 1.33 |

Phase retour
| Journée           | 20   | 21  | 22   | 14   | 23   | 24   | 25   | 26   | 27   | 28   | 29   | 30  | 31   | 32   | 33   | 34   | 35   | 36   | 37   | 38  |
| ----------------- | ---- | --- | ---- | ---- | ---- | ---- | ---- | ---- | ---- | ---- | ---- | --- | ---- | ---- | ---- | ---- | ---- | ---- | ---- | --- |
| Rang              | 11   | 11  | 11   | 7    | 8    | 7    | 8    | 10   | 9    | 10   | 10   | 9   | 10   | 8    | 8    | 8    | 7    | 8    | 8    | 8   |
| Résultat          | N    | V   | V    | V    | D    | V    | N    | D    | V    | D    | N    | V   | N    | V    | D    | V    | V    | D    | V    | V   |
| Terrain           | D    | E   | D    | D    | E    | D    | E    | D    | E    | D    | E    | D   | E    | D    | E    | D    | E    | E    | D    | E   |
| Points            | 25   | 28  | 31   | 34   | 34   | 37   | 38   | 38   | 41   | 41   | 42   | 45  | 46   | 49   | 49   | 52   | 55   | 55   | 58   | 61  |
| Moy. points/match | 1.32 | 1.4 | 1.48 | 1.55 | 1.48 | 1.54 | 1.52 | 1.46 | 1.52 | 1.46 | 1.45 | 1.5 | 1.48 | 1.53 | 1.48 | 1.53 | 1.57 | 1.53 | 1.57 | 1.6 |

Terrain : D = Domicile ; E = Extérieur
Résultat : D = Défaite ; N = Nul ; V = Victoire

### Ligue Europa
Phase de Groupes
Le tirage au sort pour la phase de groupes de la Ligue Europa 2021-2022 a lieu le 27 août 2021 à Istanbul. L'Olympique lyonnais figure dans le chapeau 1. Il tombe face aux Ecossais des Rangers FC, aux Tchèques du Sparta Prague et aux Danois de Brøndby IF.
| Rang | Équipe             | Pts | J | G | N | P | Bp | Bc | Diff |  | Résultats (▼ dom., ► ext.) |     |     |     |     |
| ---- | ------------------ | --- | - | - | - | - | -- | -- | ---- |  | -------------------------- | --- | --- | --- | --- |
| 1    | Olympique lyonnais | 16  | 6 | 5 | 1 | 0 | 16 | 5  | +11  |  | Olympique lyonnais         |     | 1-1 | 3-0 | 3-0 |
| 2    | Rangers FC         | 8   | 6 | 2 | 2 | 2 | 6  | 5  | +1   |  | Rangers FC                 | 0-2 |     | 2-0 | 2-0 |
| 3    | Sparta Prague      | 7   | 6 | 2 | 1 | 3 | 6  | 9  | -3   |  | Sparta Prague              | 3-4 | 1-0 |     | 2-0 |
| 4    | Brøndby IF         | 2   | 6 | 0 | 2 | 4 | 2  | 11 | -9   |  | Brøndby IF                 | 1-3 | 1-1 | 0-0 |     |

Phase finale

### Coupe de France
À la suite du comportement violent de ses supporteurs lors de la rencontre contre le Paris FC, Lyon a été expulsé de la Coupe.